# Beccimyia papuana
Beccimyia papuana är en tvåvingeart som beskrevs av Adrian C. Pont 1969. Beccimyia papuana ingår i släktet Beccimyia och familjen husflugor. Inga underarter finns listade i Catalogue of Life.